# Bohumil Borecký
Plukovník Bohumil Borecký (14. července 1891 Praha – 14. října 1954 Tajšet) byl legionář, důstojník československé armády, odbojář z období druhé světové války a oběť komunismu.

## Život

### První světová a ruská občanská válka
Bohumil Borecký se narodil v pražské čtvrti Karlín. Po vystudování gymnázia v Novém Bydžově se stal úředníkem v soukromém sektoru. Do rakousko-uherské armády nastoupil v roce 1910 jako jednoroční dobrovolník a přidělen byl k pěšímu pluku 59 v Salcburku. Na začátku první světové války zajišťoval výcvik nováčků u pěšího pluku 36, ale již v prosinci 1914 byl odvelen na ruskou frontu, kde byl v březnu 1915 zajat. Následujícího roku v květnu se přihlásil do československého zahraničního vojska v Rusku a již v červenci byl přidělen k České družině v Kyjevě. Od června 1917 se staral o nábor dobrovolníků, od srpna sloužil u 8. československého střeleckého pluku a na podzim 1918 se účastnil potlačení dvou bolševických povstání v Krasnojarsku. Bojoval při ústupu legií po Transsibiřské magistrále a v srpnu 1920 se v hodnosti majora vrátil přes Kanadu a Německo se Slezským střeleckým plukem do Československa.

### Meziválečná léta
Bohumil Borecký sloužil postupně u pěších pluků v Čáslavi, Šumperku, Košicích a v Lučenci, kde již zastával post zástupce velitele. Hodnosti podplukovníka dosáhl v roce 1922 a hodnosti plukovníka v roce 1936. Od téhož roku velel cyklistickému praporu 3 v Levicích, od 1. ledna 1938 pak hraničářskému pluku 6 v Šumperku. Jeho úkolem bylo bránit pohraniční opevnění od Branné po Suchý vrch. Když byl pluk po událostech spojených s mnichovskou dohodou zrušen, nastoupil na velitelství IV. sboru v Olomouci. Po německé okupaci Čech a Moravy byl k 1. lednu 1940 poslán do výslužby.

### Druhá světová válka
Bohumil Borecký se zapojil do ilegálního protinacistického odboje. Přestěhoval se do Hradce Králové, kde se stal příslušníkem východočeské skupiny Obrany národa. Účastnil se i činnosti vojenské složky Přípravného revolučního národního výboru a spolupracoval se členy výsadku Barium. Po zatýkací akci v řadách odboje se v roce 1943 stal zástupcem generála Františka Bláhy a velitelem politického okresu Hradec Králové. Bylo s ním počítáno jako s velitelem větší vojenské jednotky při všeobecném protiněmeckém povstání. V prosinci 1944 byl při německé akci proti spolupracovníkům výsadku Barium zatčen, Vězněn byl nejdříve v Hradci Králové, poté na Pankráci a později byl převezen do malé pevnosti v Terezíně. Zde onemocněl tyfem a bezprostředně mu hrozila poprava, ale shodou okolností se konce druhé světové války dočkal.

### Po druhé světové válce
Po jejím konci se přihlásil do aktivní služby a byl zařazen k pěšímu pluku 4, ale současně sloužil jako zatímní velitel 14. divize. V únoru 1946 se stal zástupcem velitele 5. pěší divize v Českých Budějovicích. Po únorových událostech byl 1. dubna 1948 poslán do výslužby a žil v Hradci Králové. V červnu 1949 byl zatčen Státní bezpečností, která jej předala orgánům NKVD ze SSSR. Po odvlečení z vlasti byl obviněn z nařízení popravy pěti bolševiků v období jeho působení u československých legií. Odsouzen byl 25. března 1950 podle § 58 za ozbrojené protisovětské povstání, organizovaný pokus uchopit moc a službu v carské tajné policii k trestu smrti, který byl později změněn na 25 let. Trest si odpykával ve Zvláštním táboře Ministerstva státní bezpečnosti ve východosibiřském Tajšetu. O jeho dalších osudech nejsou přesvědčivé zprávy. V roce 1954 byl rodině doručen dopis, ve kterém prosí o jídlo a šaty. Podle svědectví spoluvězně byl rozdrcen při posunování vlakových souprav. Podle jiných zpráv zemřel na komplikace po těžkém zápalu plic.
- Dne 30. září 1993 byl in memoriam povýšen do hodnosti generálmajora.
- Dne 28. října 1996 mu prezident Václav Havel posmrtně udělil medaili Za hrdinství.

## Vyznamenání
- Československý válečný kříž 1914–1918
- Československý řád Sokol s meči
- Československá revoluční medaile
- Československá medaile Vítězství
- Československý válečný kříž 1939
- Československá medaile Za chrabrost před nepřítelem
- Československá medaile za zásluhy I. stupně
- Medaile České republiky Za hrdinství